# Ruta Nacional 68 (Argentina)
La Ruta Nacional 68 es una carretera argentina asfaltada, que se encuentra en el sur de la Provincia de Salta, uniendo las ciudades de Cafayate y Salta en un recorrido de 183 km.
Esta ruta pasa por la Quebrada de las Conchas, un recorrido de 83 km donde se pueden apreciar curiosas formaciones montañosas: Los Castillos (km 19), Las Ventanas (km 20), El Obelisco (km 22), La Yesera (km 29), El Fraile (km 32), El Sapo (km 34), El Anfiteatro (km 46) y Garganta del Diablo (km 47), entre otras.

## Localidades
Las ciudades y pueblos por los que pasa esta ruta de sur a norte son los siguientes (los pueblos con menos de 5000 hab. figuran en itálica).

### Provincia de Salta

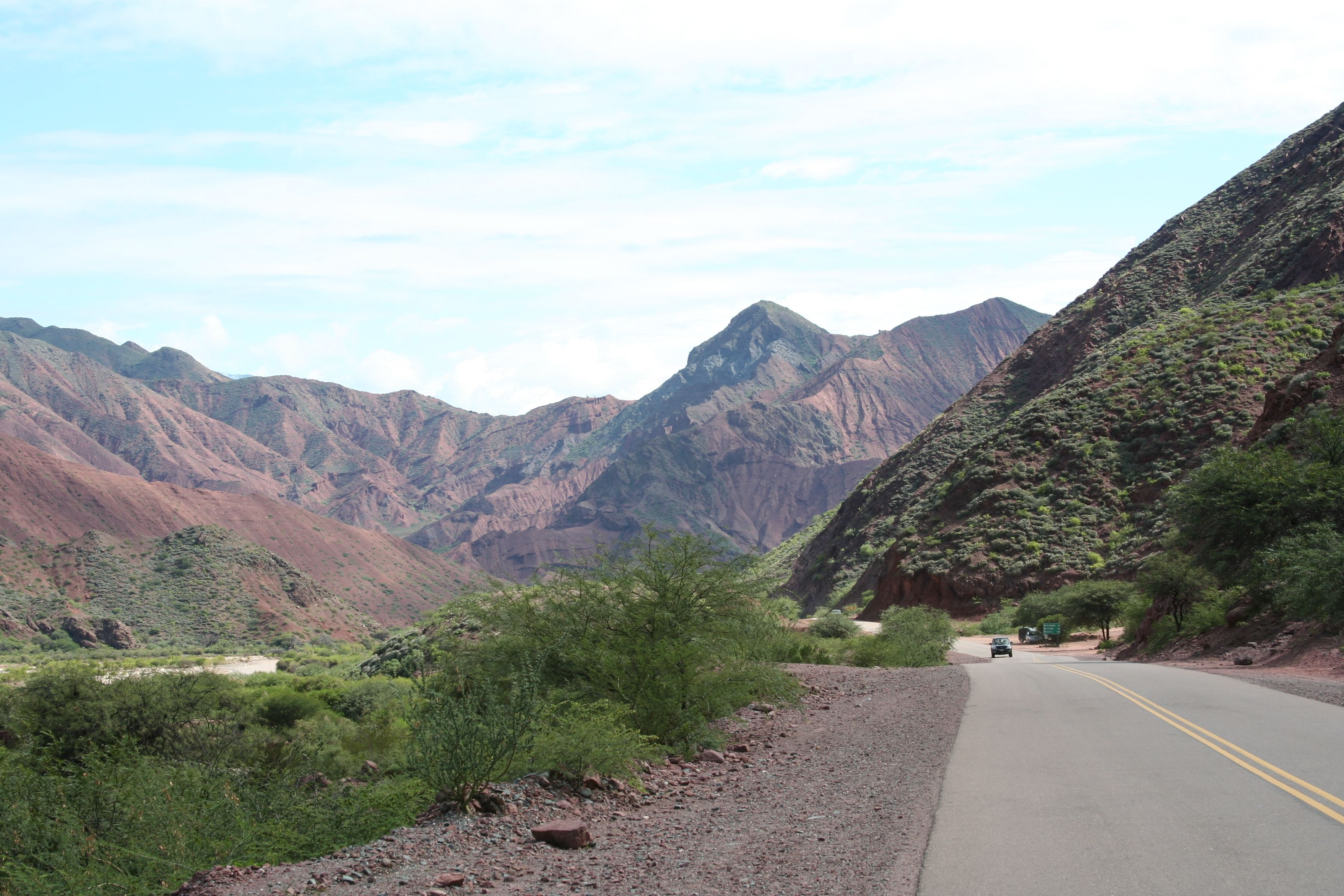
Ruta Nacional 68 en la Quebrada de las Conchas.

Recorrido: 183 km (kilómetro 0 a 183).
- Departamento Cafayate: Cafayate (kilómetro 0).
- Departamento Guachipas: no hay poblaciones.
- Departamento La Viña: La Viña (km 101) y Coronel Moldes (km 125).
- Departamento Chicoana: El Carril (km 149-150).
- Departamento Rosario de Lerma: no hay poblaciones.
- Departamento Cerrillos: La Merced (km 163) y Cerrillos (km 170-171).
- Departamento Capital: Salta (km 180-183).

## Historia
El 3 de septiembre de 1935 la Dirección Nacional de Vialidad difundió su primer esquema de numeración de rutas nacionales. Entre estos caminos se encontraba la Ruta Nacional 40, cuya traza de miles de kilómetros recorría el oeste argentino y pasaba por el actual recorrido de la Ruta Nacional 68.
En 1943 hubo un cambio parcial en la numeración de rutas nacionales. De esta manera se modificaron los recorridos de las rutas nacionales 9 y 40 en la provincia de Salta para que se encuentren más al oeste. De esta manera, el tramo entre La Viña y Salta pasó a la ruta 9, mientras que el tramo entre Cafayate y La Viña cambió su denominación a Ruta Nacional 68. En 1947 comenzaron los trabajos para pavimentarla
El Gobierno Nacional emitió el Decreto 1595 en el año 1979 por el que muchas rutas nacionales pasaban a jurisdicción provincial y viceversa, cambiando el recorrido de varias rutas nacionales, entre ellas la Ruta 9, ubicándose más al Este. De esta manera se incorporó el tramo La Viña a Salta a la Ruta Nacional 68.
El 30 de octubre de 1980 la Dirección Nacional de Vialidad y su par provincial firmaron un convenio por el que el tramo de la Ruta Nacional 9 que pasaría a la Ruta Nacional 68 dentro de la ciudad de Salta entre el puente sobre el Río Arenales y la calle Vidt se transfirió a la jurisdicción provincial. Este convenio fue ratificado el año siguiente por ley provincial de facto. Así la Ruta Nacional 68 obtuvo sus extremos actuales en 2012. En el año 2022 se anuncia el comienzo de las obras para nueva traza de la Ruta Nacional 68 que unirá la circunvalación Oeste de la ciudad de Salta, hasta pasando Chicoana.